# Sophia Hoffmann (Köchin)

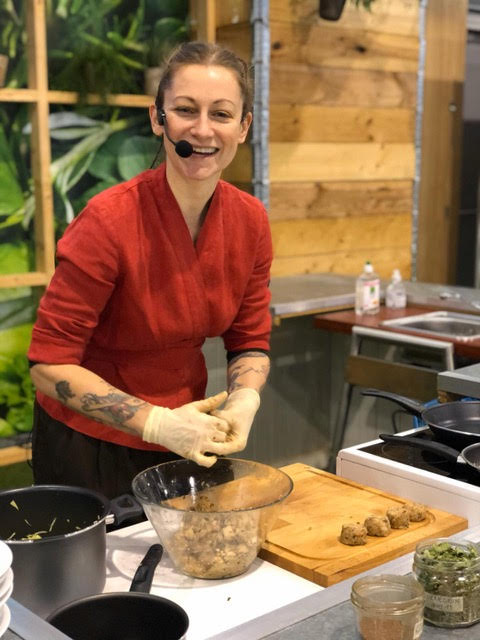
Sophia Hoffmann

Sophia Hoffmann (* 23. Juni 1980 in München) ist eine deutsche Köchin und Kochbuchautorin für vegane Ernährung.

## Leben
Sophia Hoffmann wuchs in München auf. Ihre Mutter war Rektorin einer Grundschule, der Vater arbeitete als Laienschauspieler und Märchenerzähler und war in der Familie für den Haushalt zuständig. Nach einem abgebrochenen Studium in Deutsch, Soziologie und Geschichte beendete sie eine Ausbildung als Friseurin, war als DJ, Sängerin und Musikjournalistin tätig. Nach eigenen Angaben las sie 2010 einen Zeitungsartikel über die Folgen der Massentierhaltung und begann sich damit auseinanderzusetzen, wie man sich ohne tierische Produkte ernähren kann. Ab 2013 absolvierte sie als Quereinsteigerin in der Gastronomie Praktika in Restaurants und besuchte Fortbildungen. 2019 bis 2021 arbeitete sie in Teilzeit als Köchin in einem Zero-Waste-Tageslokal in Berlin.

## Wirken
Sophia Hoffmann begann 2011 mit einem Food Blog. Sie veranstaltete vegetarische, später vegane „Supperclubs“, halbprivate Abendessen nach einem Thema. Das Berliner Magazin Mitteschön! gab ihr eine feste Rubrik, in der sie darüber schrieb.
Ihr erstes Kochbuch Sophias vegane Welt wurde 2014 veröffentlicht. Der Medienkonzern Universal produzierte mit ihr unter dem Titel Videos auf Youtube. Für ihr nächstes Buch, das 2016 unter dem Titel Vegan Queens herauskam, interviewte sie Gastro-Unternehmerinnen und entwickelte mit zehn von ihnen mehrgängige vegane Motto-Menüs. Daraus entstand ein gleichnamiges Podcast-Format mit einer Interview-Reihe. Im Februar 2019 erschien ihr drittes Buch mit Informationen, wie man Lebensmittelabfälle und Verpackungsmüll vermeiden könne.
Sie schrieb als freie Autorin für die Wochenzeitung der Freitag und das Onlinemagazins Edition F.
Im März 2024 beteiligte sich Hoffmann zusammen mit weiteren Prominenten und Influencern an einem öffentlichen Tierschutz-Aufruf, der sich an den Discounter Lidl richtete. Anlass ist, dass Lidl wegen tierquälerischer Zustände bei seinen zuliefernden Hühnermastbetrieben immer wieder Negativschlagzeilen macht („Lidl-Fleischskandal“).

### Rezeption
Typisch für Hoffmann sei die Verbindung von Kommunikation über das Kochen und politischem Aktivismus. Vegan Queens habe unter anderem das Ziel gehabt, Frauen in der Gastronomie als Vorbilder vorzustellen, während Zero Waste Küche ökologisch motiviert gewesen sei.

## Auszeichnung
- Zero Waste Küche war eins von 54 Büchern, das auf der Frankfurter Buchmesse 2019 mit der Silbermedaille der Gastronomischen Akademie Deutschlands (GAD) ausgezeichnet wurde.[10]

## Publikationen
- Sophias vegane Welt. Edel Books, Hamburg 2014, ISBN 978-3-8419-0314-3
- Vegan Queens. Neue Rezepte und fantastische Küchengeschichten aus Sophias veganer Welt. Edel Books, Hamburg 2016, ISBN 978-3-8419-0478-2
- Zero Waste Küche. Verlag Zabert Sandmann, München 2019, ISBN 978-3-89883-854-2
- Die kleine Hoffmann: Einfach intuitiv kochen lernen. Zabert Sandmann, München 2021, ISBN 978-3-96584-129-1